# Barbizonská škola

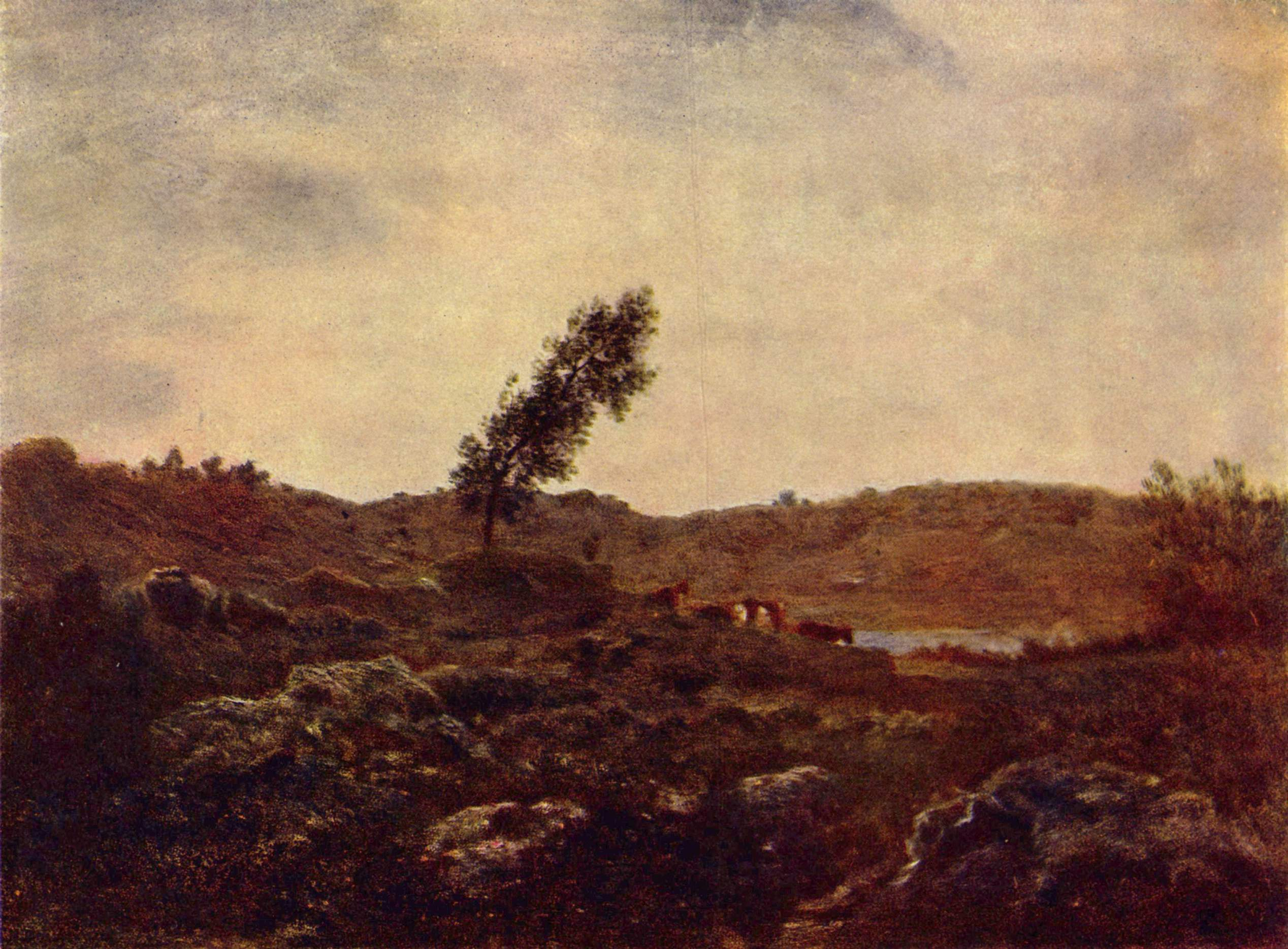
Théodore Rousseau: Barbizonská krajina (kolem 1850), Puškinovo muzeum výtv. umění, Moskva

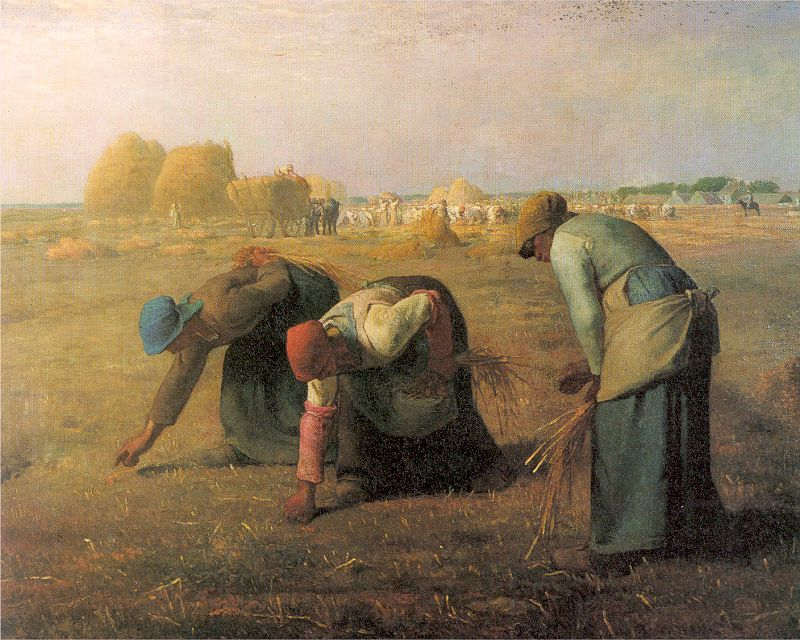
Jean-François Millet: Sběračky klásků (1857), Musée d'Orsay, Paříž

Barbizonská škola (asi 1830–1870) byla skupina francouzských malířů zaměřených na krajinomalbu, kteří se kolem roku 1830 usadili v okolí vesnice Barbizon poblíž Fontainebleau, aby zde přímo v přírodě nacházeli motivy pro své obrazy. Podle Barbizonu také skupina dostala své jméno. Umělci barbizonské školy, kterou založil malíř Théodore Rousseau, byli ovlivněni starými holandskými mistry a anglickými krajináři, zejména Johnem Constablem.
Cílem malířů barbizonské školy byl odvrat od strnulého klišé v ateliéru komponované krajiny a návrat k reálné přírodě. Zde se zrodil nový směr ve vývoji krajinomalby zvaný plenér neboli malba v přírodě, pod širým nebem, (francouzsky en plein air).
Realistickým vztahem ke krajině a plenérismem ovlivnili umělci této školy impresionisty.

## Zástupci
- Camille Corot (1796-1875)
- Camille Flers (1802–1868)
- Narcisse-Virgile Diaz de la Peña (1807–1876)
- Jules Jacques Veyrassat (1808–1893)
- Constant Troyon (1810–1865)
- Jules Dupré (1811–1889)
- Théodore Rousseau (1812–1867)
- Charles Emile Jacque (1813–1894)
- Jean-François Millet (1814-1875)
- Charles-François Daubigny (1817–1878)
- Félix Ziem (1821–1911)
- Paul Désiré Trouillebert (1829–1900)
- Homer Dodge Martin (1836–1897)
- Jules Breton (1827–1906)

Z českých malířů navázal na barbizonskou školu Antonín Chittussi, zčásti ovlivnila i Václava Brožíka.